# أكباليا (أسطورة)
أكباليا (بالإنجليزية: Akbaalia)‏ هو الشافي أو الذي يطبب عند السكان الأصليين في أمريكا الشمالية. وهو شخص طبيب. يمكنه أن يعالج ويشفي من الأمراض النفسية والجسدية.

## معرض صور

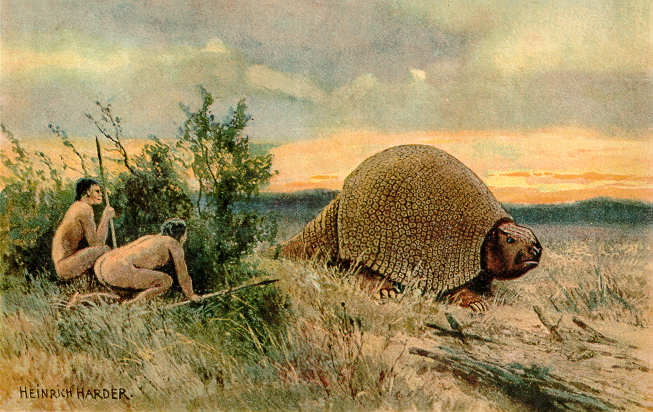
رسم توضيحي للسكان الأصليين وهم يصطادون غليبتودون.
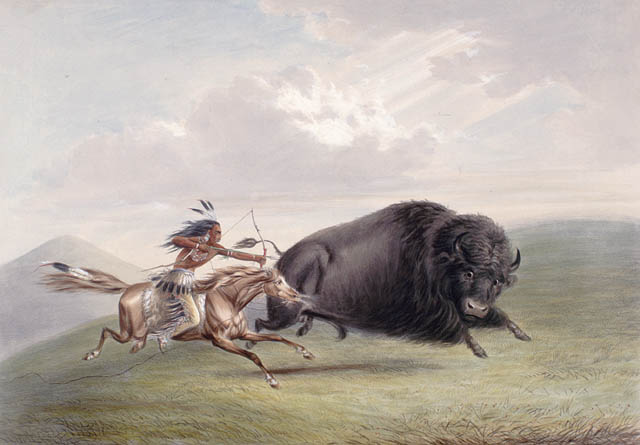
مطاردة البيسون يصورها جورج كاتلين.
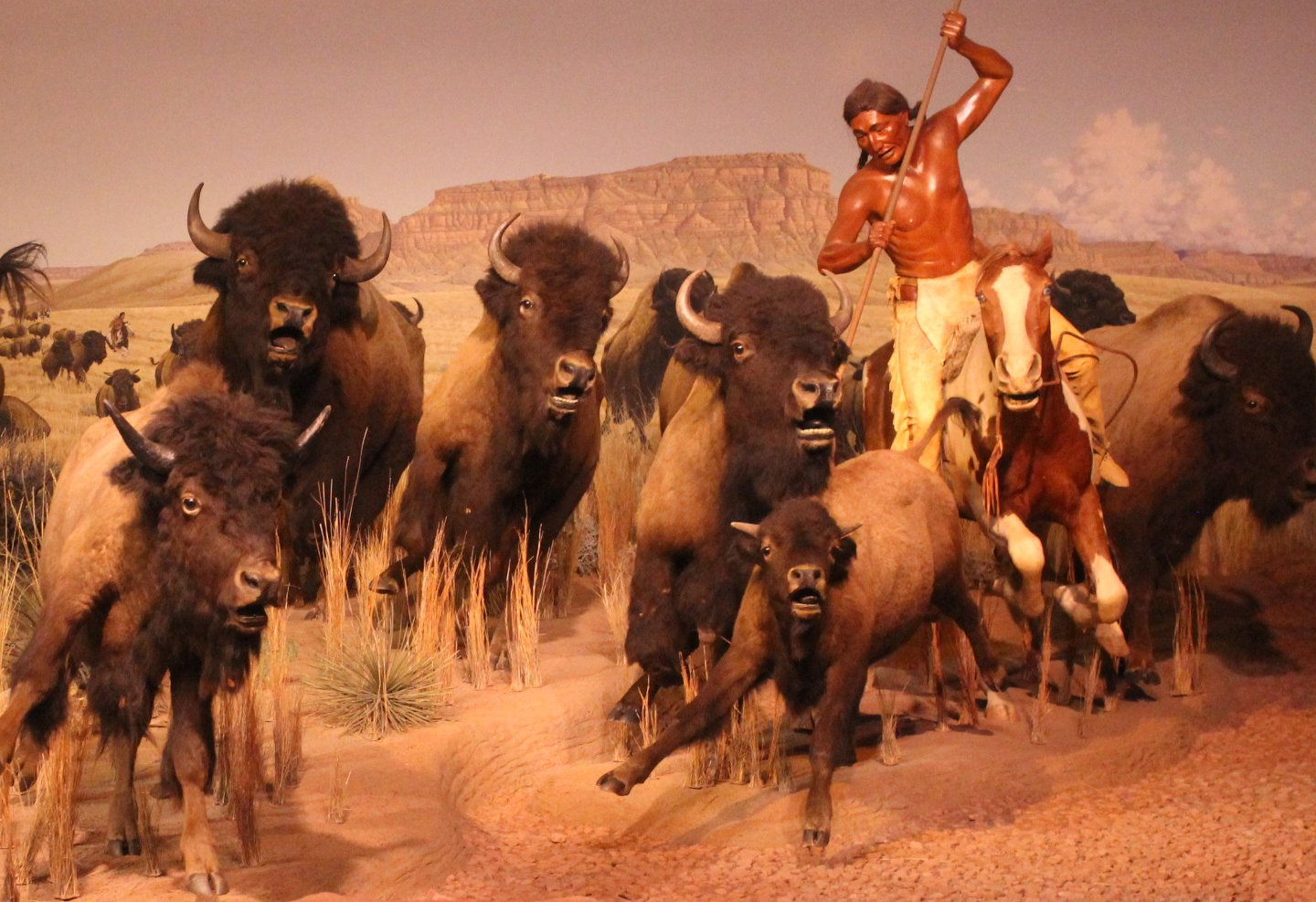
مطاردة حيوان البيسون من قبل أحد السكان الأصليين.
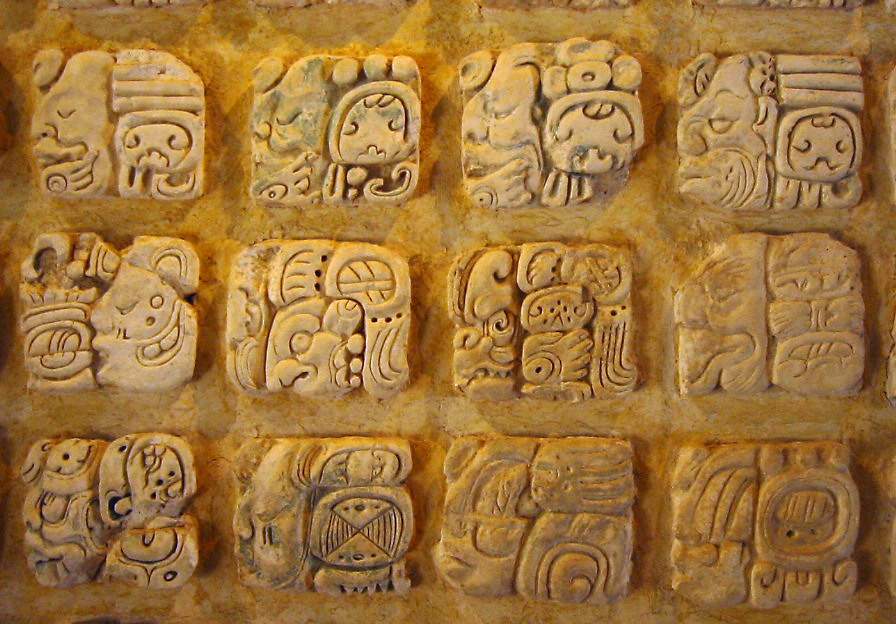
صورعلى الجص من المايا في متحف Sitio في بالينكو، المكسيك.
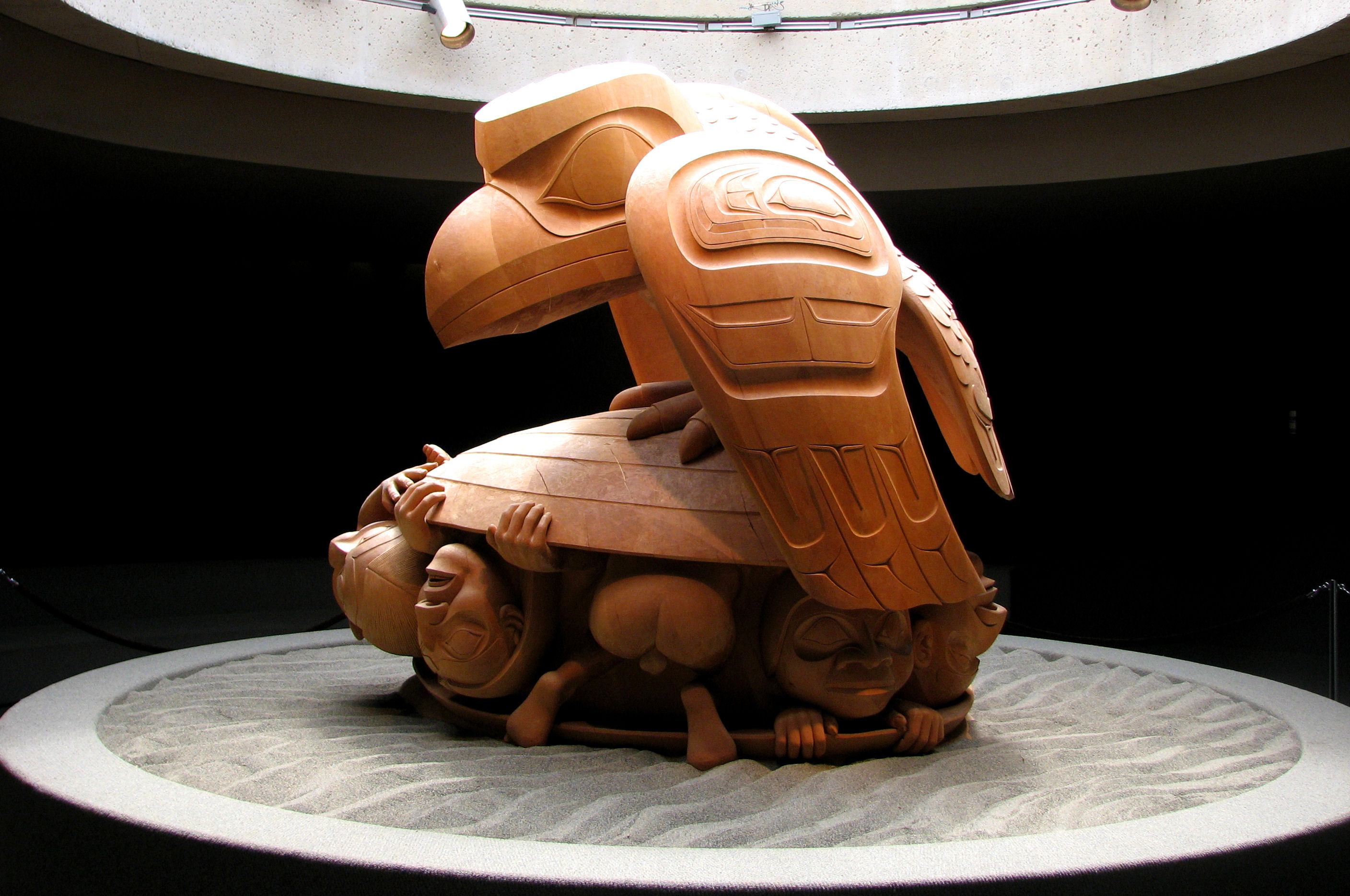
الغراب والرجل الأول. يمثل الغراب شخصية المحتال المشترك في العديد من الأساطير.